# Зоровка
Зоровка — деревня в Абдулинском районе Оренбургской области.

## История
В 1966 г. Указом Президиума ВС РСФСР деревня Федоровка переименована в Зоровка.

## Население
| 2010 |
| ---- |
| 1    |